# Corps
Corps è un comune francese di 501 abitanti situato nel dipartimento dell'Isère della regione dell'Alvernia-Rodano-Alpi.
Si trova lungo il corso del fiume Drac.

## Società

### Evoluzione demografica
Abitanti censiti